# Forkys
Forkys  (la. Phorcys) var i græsk mytologi, Gud over de skjulte farer i dybet. Han er citeret som søn af Pontos og Gaia. Ifølge de Orfiske Hymner, var Forkys, Kronos og Rhea det ældste afkom af Okeanos og Tethys. Keto var hans hustru.

## Forkyserne
Hesiods Theogoni bliver børnene af Forkys og Keto listet som Echidna, Gorgonerne (Euryale, Stheno og den berømte Medusa), Deino, Enyo, Pemfredo og Ladon. Disse børn synes at være konstante blandt mange kilder, selvom Ladon nogle gange er citeret som søn af Echidna og Typhoeus, og derfor er Forkys' og Cetos barnebarn. Apollodorus og Homer refererer til Skylla som datter til Krataiis – med Apollodorus, der samtidig specificerer at hun også er datter af Forkys. Stesichorus refererer til Scylla som datter af Forkys og Lamia.